# François de Lauze
François de Lauze (* zwischen 1585 und 1590 in Fleurance, Gascogne, Frankreich; † nach 1641 vermutlich in Frankreich) war der Autor eines Tanzlehrbuchs zu Beginn des 17. Jahrhunderts.

## Leben
Über de Lauzes Ausbildung und seine ersten Beschäftigungen ist nichts bekannt. Vermutet wird, dass er eine kaufmännische und eine medizinische Ausbildung erhielt und ein geübter Tänzer war. Zum ersten Mal wird er im Jahr 1610 in Paris als Buchhalter erwähnt. Er wohnte damals bei dem Gerichtsdiener Jean Deba, der am Châtelet arbeitete und in der Rue du Bouloir lebte. Am 4. Juli 1610 heiratete er dessen Tochter und ließ sich anschließend in der Rue du Coq Heron bei dem Musiker Ancelot Dingue nieder.
Erst zehn Jahre später, zu Beginn der 1620er Jahre, wird de Lauze in London erwähnt, als er versuchte, sich dort einen Namen als Tanzmeister zu machen. Er schloss sich dabei dem bekannten französischen Tanzmeister Barthélémy de Montagut an, um einen Platz im Gefolge von George Villiers, 1. Duke of Buckingham, zu erringen, dem Favoriten des englischen Königs Jakob I. Kurz danach veröffentlichte allerdings Montagut de Lauzes Entwurf eines Tanzlehrbuchs als Plagiat unter dem Namen Louange de la Danse. Im Jahr 1623 schließlich gelang es de Lauze selbst, seine Apologie de la danse et la parfaicte méthode de l’enseigner tant aux Cavaliers qu’aux Dames zu publizieren. Trotz dieses Buches konnte er sich offensichtlich nicht im Umfeld des englischen Königshofs etablieren. Dazu trug auch die Tatsache bei, dass zu dieser Zeit viele andere Tanzmeister aus Frankreich ihre berufliche Zukunft ebenfalls in England sahen.
Möglicherweise kehrte de Lauze zwischen 1639 und 1641 nach Paris zurück. Ein „Lauze“ verkörperte zwei Figuren im Ballet de la Félicité, das anlässlich der Geburt Ludwigs XIV. am Hof aufgeführt wurde. Im Jahr 1641 tanzte ein „Sieur de Looze“ im Ballet de la prospérité des armes de la France eine Furie. Hier könnte es sich allerdings auch um Charles Hannique de Benjamin, Seigneur de Looze, Beaumont etc., den ersten Schildknappen von Gaston d’Orléans, handeln. In zwei Archivalien aus den Jahren 1640 und 1641 wird ein François de Lauze erwähnt, der als Arzt des Königs und Kapitän des Parks der Stadt Nérac in der Gascogne tätig war. Falls es sich dabei um dieselbe Person handelt, sind dies die letzten bekannten Spuren aus dem Leben de Lauzes.

## Veröffentlichung

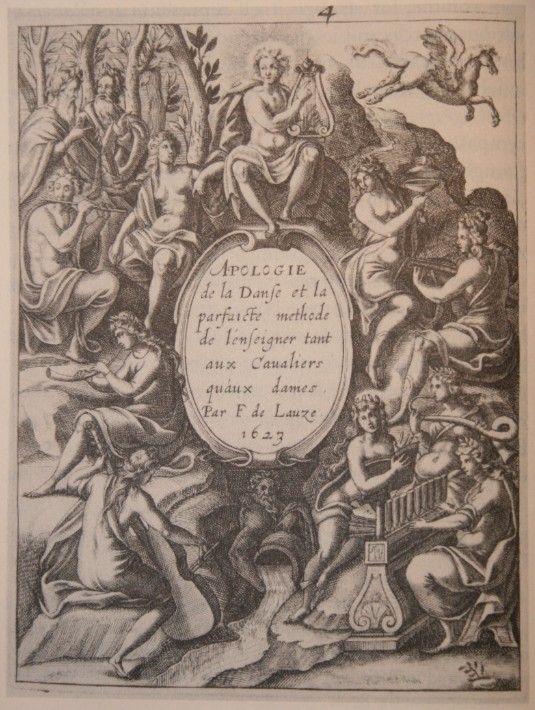
Titelseite der Apologie de la Danse, 1623

Von François de Lauze ist lediglich die 1623 erschienene Abhandlung über den Tanz Apologie de la danse et la parfaicte methode de l’enseigner tant aux Cavaliers qu’aux Dames erhalten. Die drei bekannten Exemplare befinden sich in der BNF in Paris (RES V 1632), in der British Library in London (557*.d.10) und in der Cambridge University Library (Peterborough k.2.10-4).
Im Unterschied zu den zeitgenössischen italienischen Veröffentlichungen von Fabritio Caroso oder Cesare Negri enthält das teilweise schwer verständliche Buch keine Illustrationen oder Musiknotationen. 1952 erschien eine zweisprachige Ausgabe (Französisch/Englisch) mit der Übersetzung von Joan Wildeblood. Ein Faksimile wurde 1977 vom Minkoff-Verlag herausgegeben.

### Inhalt
Nach einer Lobrede auf den Tanz als gesellschaftliche Praxis folgen zwei weitere Teile: Der erste davon richtet sich an die Herren und ist dem Marquis von Buckingham gewidmet. Der zweite, kürzere Teil wendet sich an die Damen und ist der Marquise von Buckingham gewidmet. In beiden Teilen beschreibt de Lauze die Reverence für Herren und Damen sowie diverse Tanzformen wie die Courante, verschiedene Branles und die Gaillarde, sowie als Einzelschritt die Capriole.
Dabei empfiehlt De Lauze, Praxis und Theorie parallel zu lernen, da beides zum besseren Verständnis der Tanzkunst beiträgt. Für die Tanzübungen empfiehlt er unter anderem, eine Stütze zu verwenden, beispielsweise eine Tischkante oder eine Stuhllehne. Diese Praxis wurde auch schon von C. Negri in seinem 1602 erschienenen Tanzbuch Le Gratie d'Amore vorgeschlagen.
De Lauze betont die Wichtigkeit, sich mit Leichtigkeit und Grazie zu bewegen, da dies ganz wesentlich zur Schönheit des Tanzes beiträgt. Er wendet sich auch immer wieder gegen die effekthascherische, sprunggewaltige Virtuosität der „Baladins“, der professionellen Tänzer, und besteht auf einer nonchalanten, scheinbar anstrengungslosen Eleganz.
De Lauzes Apologie beleuchtet den stilistischen Wandel in der Tanzgeschichte eines Jahrhunderts, aus dem nur wenige tanztechnische Quellen erhalten sind. Besonders deutlich wird dabei der Übergang von den in Thoinot Arbeaus Orchésographie (Langres, 1589) und anderen Quellen des 16. Jahrhunderts beschriebenen Stilformen hin zum vielfach belegten Stil der Belle Danse um 1700. Eine Reihe von Tanzforschern sieht in de Lauzes Werk erste Elemente dieses neuen Stils: eine explizit geforderte, starke Auswärtsdrehung der Füße, ein vorbereitendes Beugen der Knie (Plié) vor dem Heben eines Schrittes auf den Ballen (Relevé)  sowie begleitende Armbewegungen (Port de Bras) zu den Courante-Schritten.

## Rezeption
Das Werk von François de Lauze ist als einzige gedruckte französische Quelle zur Tanzpraxis zwischen der Orchésographie von 1589 und Raoul A. Feuillets Chorégraphie (Paris, 1700) von großer Bedeutung. Bei den anderen Quellen aus diesem Zeitabschnitt handelt es sich um Manuskripte mit limitierter Verbreitung. In einer Epoche, in der das Ballet de Cour in Frankreich und die Masque in England sehr hoch entwickelt waren – beide Formen waren eine Synthese aus Dichtung, Musik und Tanz – erlaubt uns die Apologie wichtige Einblicke in den in diesen Kunstformen gepflegten Tanzstil.

## Bibliographie
- Magnus Blomkvist, "François de Lauze und seine Apologie de la danse (1623)", in Tanz und Bewegung in der Barocken Oper, ed. Sibylle Dahms, Stephanie Schroedter, Kongressbericht Salzburg 1994, Innsbruck, Wien, Studien-verlag, 1996, p. 31–43.
- Hubert Hazebroucq. La technique de la danse de bal vers 1660 : nouvelles perspectives. Musique, musicologie et arts de la scène. ⟨dumas-00994362⟩
- Instruction pour dancer les dances cy apres nommez... Facsimile and transcription by Angene Feves et al. Freiburg : Fagisis, 2000.
- Barbara Ravelhofer, The Early Stuart Masque : Dance, Costume and Music, Oxford, Oxford University Press, 2006.
- Jadwiga Nowaczek Die Courante zwischen »pesle-mesle« und distinguierter Noblesse. Studien zum Übergang vom Renaissance- zum Barocktanz anhand der Courante von de Lauze, in 1. Rothenfelser Tanzsymposium "Morgenröte des Barock", fagisis Musik- und Tanzedition, Freiburg, 2004.
- Martha Schwieters, « Deciphering de Lauze », in Proceedings of the Twenty-second annual conference of the Society of Dance History Scholars, University of New Mexico, Albuquerque, 10-13 june 1999, Stoughton (WI), Society of Dance History Scholars, 1999, p. 69–78.